# Schiffbautechnische Gesellschaft

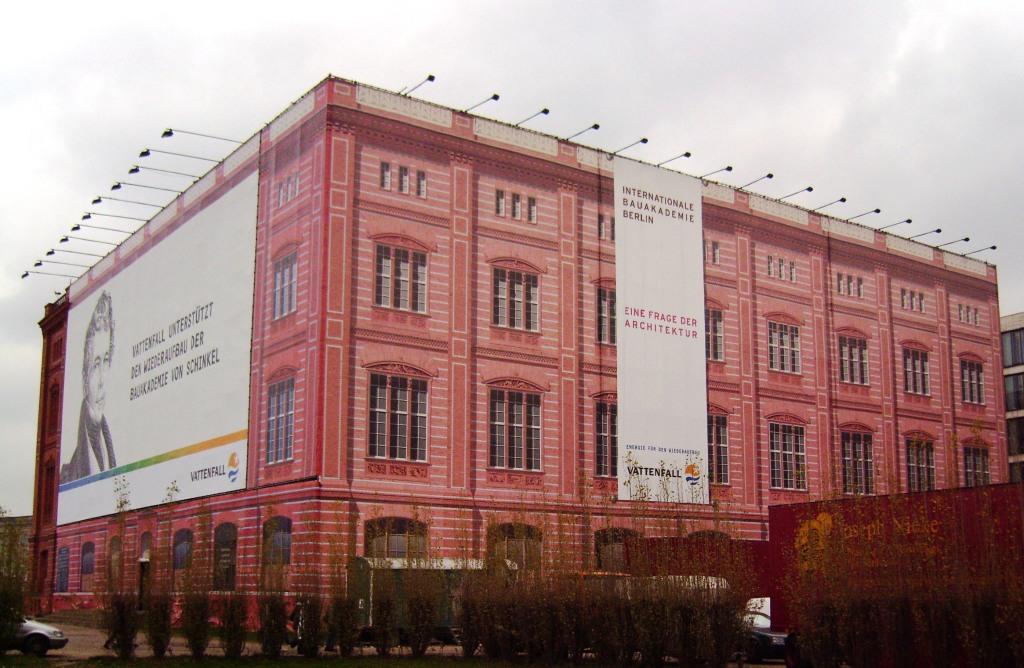
Die Technische Hochschule Charlottenburg entstand 1879 aus der Gewerbe- und Bauakademie

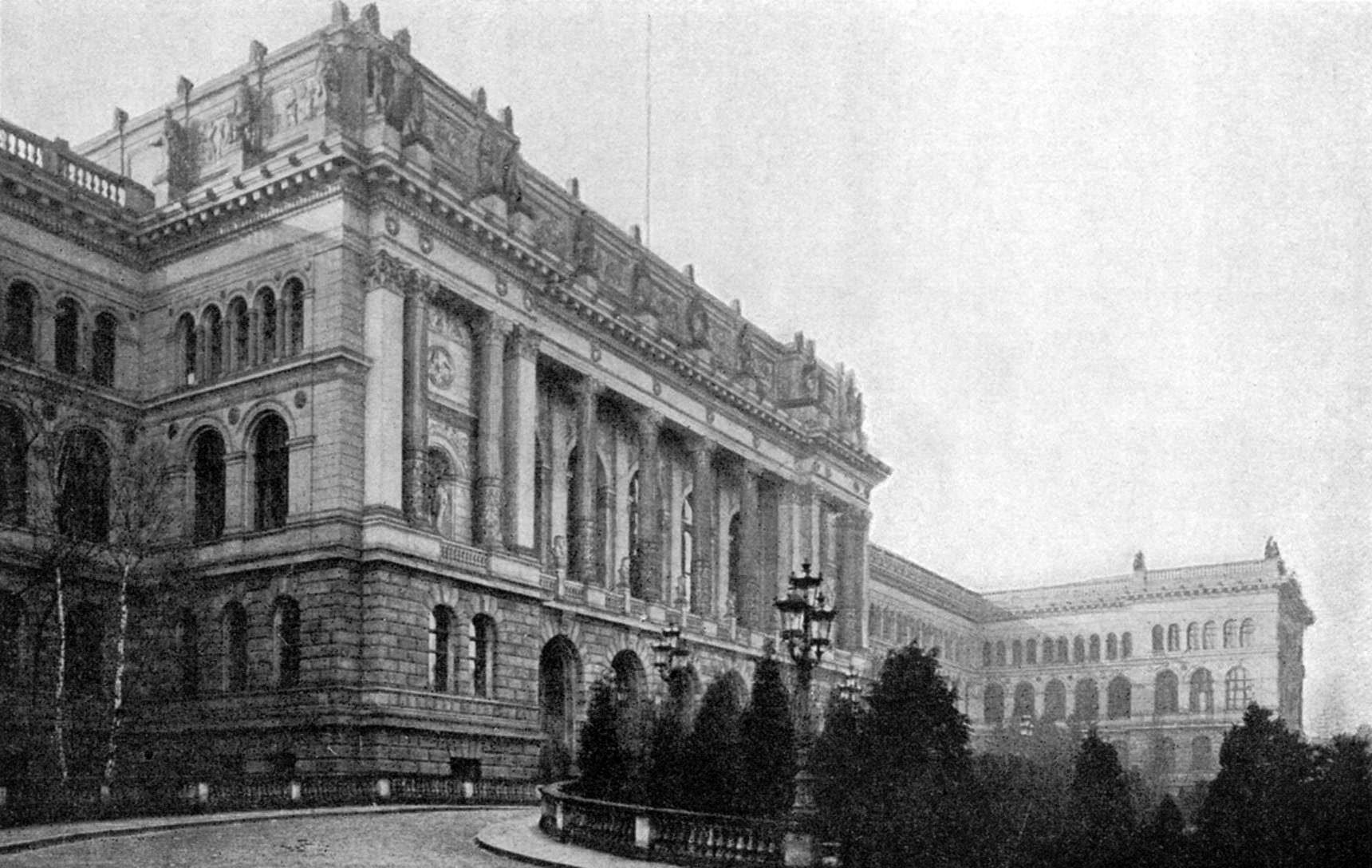
Hauptgebäude der Technischen Hochschule Charlottenburg, mit Aula

Die Schiffbautechnische Gesellschaft (STG) ist ein eingetragener Verein mit Sitz in Berlin und Geschäftsstelle in Hamburg.
Die 1899 gegründete Gesellschaft befasst sich mit technischen und wissenschaftlichen Fragen zum Thema der Schiffs- und Meerestechnik. Der gemeinnützige Verein fördert diesen Bereich und wendet sich an die in Schiffs- und Meerestechnik und der Schifffahrt Tätigen und daran Interessierten.

## Aufgaben
Die Ziele der Gesellschaft sind die Förderung der Schiffs- und Meerestechnik, die Information, Fortbildung und der Erfahrungsaustausch in diesem Bereich, die Förderung des technischen Nachwuchses und eine internationale und interdisziplinäre Zusammenarbeit auf diesem Gebiet.
Diesem Zweck dienen die Fachausschüsse, die sich mit unterschiedlichen Teilaspekten befassen. Weiter werden diese Ziele durch Tagungen und andere Veranstaltungen, Ideenwettbewerbe und herausgegebene Veröffentlichungen zum Thema verfolgt. Die Gesellschaft arbeitet zudem mit Aus- und Fortbildungseinrichtungen und Organisationen mit ähnlicher Zielsetzung im In- und Ausland zusammen. Sie unterstützt außerdem die Veith-Berghoff-Stiftung und kooperiert mit der Curt Bartsch-Stiftung und der Weinblum-Stiftung.

## Geschichte

### Einführung

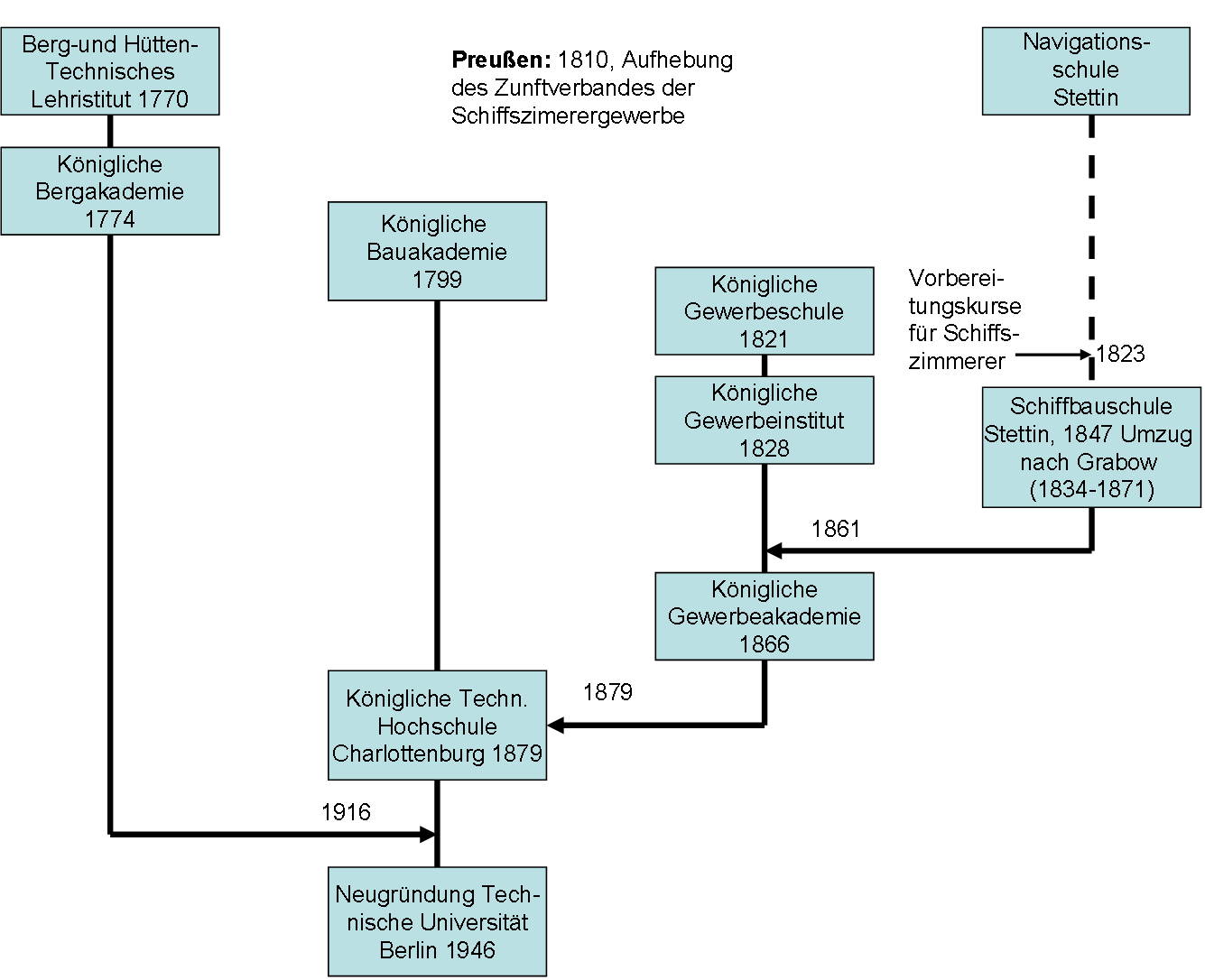
Zeitliche Entwicklung der Schiffbau-Ausbildung an der heutigen Technischen Universität Berlin

Nach der 1871 erfolgten Gründung des Deutschen Reiches beschleunigte sich die wirtschaftliche Entwicklung in Deutschland. Aus größeren Handwerksbetrieben wurden Manufakturen und der zunehmende Einsatz von Dampf- und Wasserkraft führte zur Mechanisierung und dem Entstehen kleiner Industriebetriebe. Die Arbeitsteilung ermöglichte eine wirtschaftlichere Fertigung, der Handel wuchs schnell und verlangte nach besseren Transportmöglichkeiten. Der Landverkehr wurde verbessert, die Infrastruktur (z. B. Binnenwasserstraßen, Häfen und Eisenbahn) wurde ausgebaut und die Zahl der seegehenden Schiffe stieg an.
Neue Reedereien wurden gegründet. Größere Schiffe mit Antrieb durch Dampfmaschinen bestellten die Reeder häufig im Ausland, vorwiegend bei britischen Werften. Die Passagier- und Frachtschiffe wurden größer, der Dampfantrieb setzte sich durch und die großen Segelschiffe wurden verdrängt. Viele handwerklich geführte Holzschiffswerften mussten schließen; einige schafften den Übergang zum Eisen- und Stahlschiffbau und die neuen Methoden und Technologien führten zur Gründung von großen neuen Werften. Bismarck sorgte für eine Stärkung deutscher Binnenschiffs- und Seeschiffswerften und veranlasste den Ausbau der Kaiserlichen Flotte. All diese Entwicklungen führten zu neuen Berufen in Handwerk und Industrie; damit einher ging eine zunehmende Spezialisierung der Ingenieure.

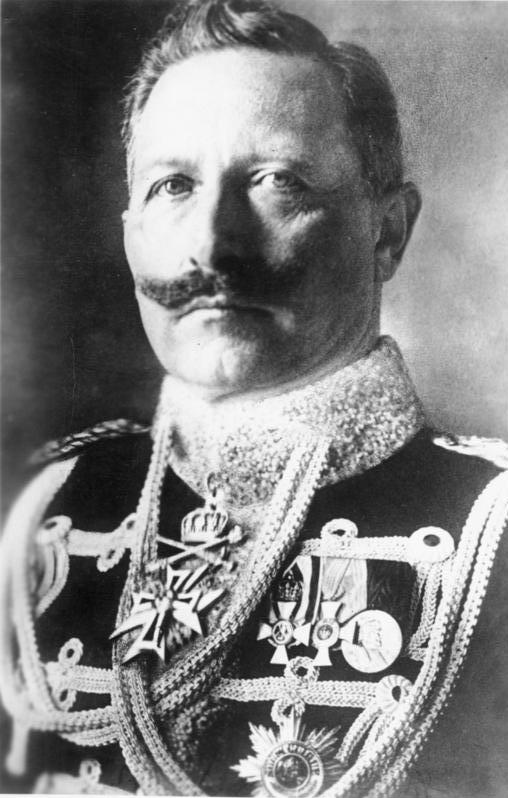
Kaiser Wilhelm II. übernahm die Schirmherrschaft

Am Königlichen Gewerbe-Institut (Berlin, Klosterstraße 36) wurde 1861 der Unterricht im Schiffbau aufgenommen. Dieses Institut war aus der 1821 gegründeten Königlichen Gewerbeschule entstanden, wurde danach zur Gewerbeakademie und führte später zusammen mit der Bauakademie zur Hochschule Charlottenburg, der heutigen Technischen Universität Berlin.
Hier wurden die notwendigen Grundlagen geschaffen, um eine methodische Ausbildung von technisch interessierten jungen Menschen zu realisieren. Die gründliche theoretische und praktische Ausbildung wurde sehr systematisch betrieben und das Ergebnis zeigte sich besonders in den Erfolgen der Absolventen auf den Werften und in den Maschinenfabriken. Das komplexe Gebilde Schiff mit den technologischen Innovationen von Schiffen und Schiffbau erforderte einen intensiven Austausch der beteiligten Ingenieure; innerbetrieblich und auch mit den beteiligten Maschinenfabriken und Reedereien. Erste Möglichkeiten für diesen Erfahrungs- und Wissensaustausch boten die 1857 gegründete „Institution of Engineers and Shipbuilders in Scotland“ und die 1860 gegründete „Institution of Naval Architects“ in England. Eine bessere Basis aufgrund kurzer Wege und gemeinsamer Sprache ergab sich mit dem 1866 gegründeten Verein Deutscher Ingenieure (VDI) und so war es naheliegend, eine eigene Institution zu gründen, um sich mit den Besonderheiten des Schiffbaus und der Schifffahrt zu befassen.

### Gründung der Schiffbautechnischen Gesellschaft (STG)

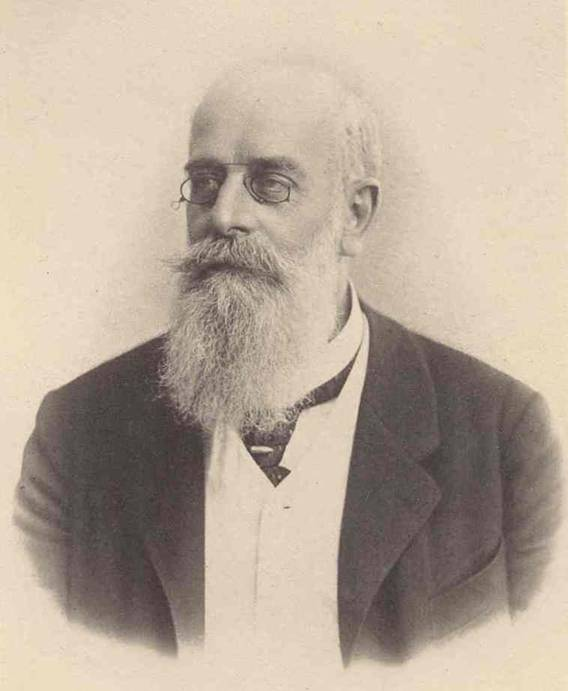
Admiralitätsrat Alfred Dietrich, Chefkonstrukteur der Marine und Professor für Entwerfen von Schiffen, und Konstruktion von Kriegsschiffen

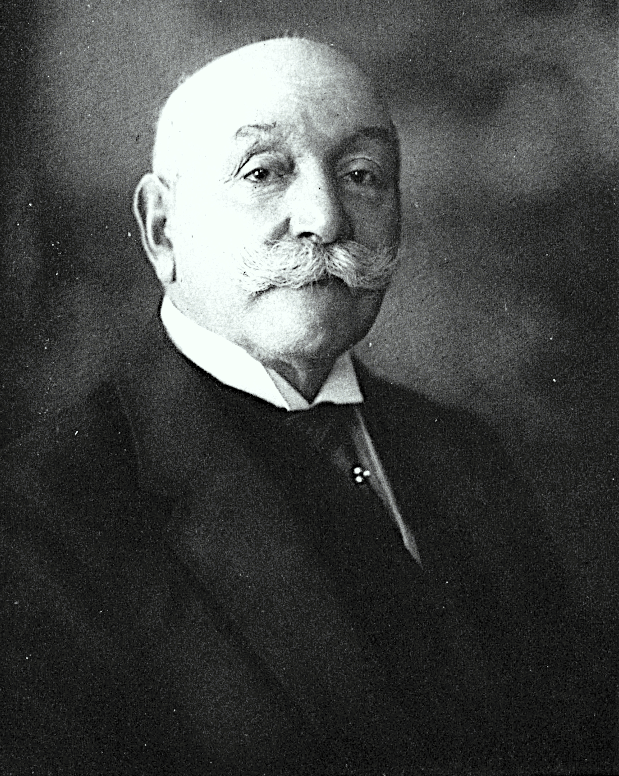
Gründungsvorsitzender Carl Georg Busley (1850 – 1928)

Alfred Dietrich, Chefkonstrukteur der Kaiserlichen Marine und Wirklicher Geheimer Admiralitätsrat, leitete die Gründung ein (und starb noch 1898 vor deren Begründung); die „Schiffbautechnischen Gesellschaft“ wurde am 23. Mai 1899 in Berlin gegründet. Gründungsvorsitzender wurde der Geheime Regierungsrat Carl Busley, das Gründungskapital betrug 72.000 Mark und 432 Herren wollten der zu gründenden Gesellschaft beitreten. Die Zusammensetzung des Vorstandes, es wurden drei Schiffbauer, drei Schiffsmaschinenbauer und zwei Reeder in den Vorstand gewählt, wurde im Gründungsprotokoll besonders begründet. Vorsitzender wurde Carl Busley, Kaiser Wilhelm II. übernahm die Schirmherrschaft und Berlin wurde Sitz der Gesellschaft. In der Aula der Königlich Technischen Hochschule zu Charlottenburg fand am 5. und 6. Dezember 1899 die 1. Hauptversammlung statt. Fast die Hälfte der 676 Mitglieder war anwesend und das Gesellschaftskapital hatte sich inzwischen verdoppelt. Neben geschäftlichen Dingen und der Verabschiedung der Satzung wurden fünf Fachvorträge gehalten. Es wurde festgelegt, die zukünftigen Hauptversammlungen in Berlin immer in der Buß- und Bettag-Woche durchzuführen.
Die STG hatte 1910 bereits 1560 Mitglieder und wuchs bis 1914 auf rund 1950 Personen, woraus ersichtlich wird, dass die Ziele der Gesellschaft von den Mitgliedern gelebt wurden. Auch die rasante Entwicklung in Schiffbau und Schifffahrt trug maßgeblich zum Aufstieg der Gesellschaft bei; ebenso die engen Verbindungen mit der Kaiserlichen Marine und der Schiffbauabteilung der Königlich Technischen Hochschule zu Charlottenburg.

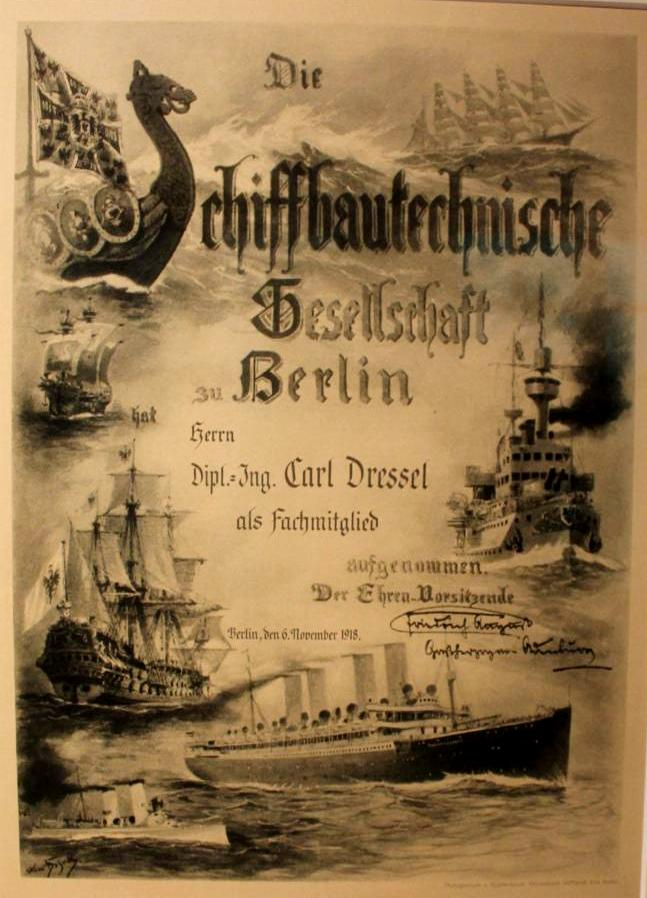
Aufnahmeurkunde der Schiffbautechnische Gesellschaft 1915

### Aktivitäten in der STG
Es wurden in den folgenden Jahren zur Hauptversammlung neben den geschäftlichen Dingen fünf bis acht Fachvorträge vor der Gesellschaft gehalten. Die Protokolle der Sitzungen und die Fachvorträge wurden im Jahrbuch abgedruckt, welches heute noch herausgegeben wird. Ab 1905 wurden besonders gute Vorträge mit der silbernen oder goldenen Medaille der STG ausgezeichnet. Neben der Hauptversammlung wurden auch Sommertagungen abgehalten, die auch häufig im Ausland stattfanden. Anlässlich der silbernen Hochzeit wurde dem Kaiserpaar 1906 von der STG ein silbernes 26 kg wiegendes Modell der Kurbrandenburgischen Fregatte „Friedrich Wilhelm zu Pferde“ geschenkt. Es wurde nach den Plänen von Busley angefertigt und befindet sich heute (2016) im Militärhistorischen Museum der Bundeswehr in Dresden.

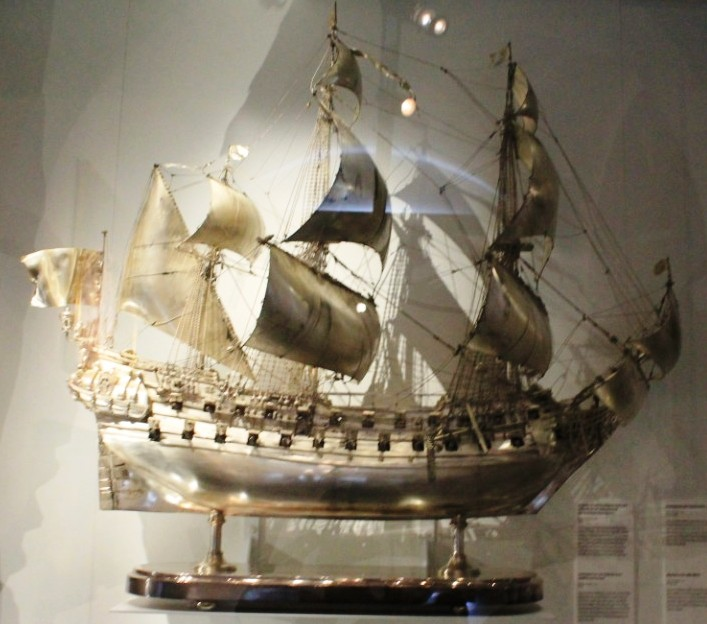
Das Modell der Kurbrandenburgischen Fregatte „Friedrich Wilhelm zu Pferde“ wurde dem Kaiserpaar 1906 von der STG zur silbernen Hochzeit geschenkt.

Bis 1914 wurden insgesamt 104 Fachvorträge gehalten, diskutiert und in den Jahrbüchern mit den Diskussionsbeiträgen dokumentiert.
Wichtige Arbeiten wurden in Forschungsheften dokumentiert und an Mitglieder verteilt. Das Organ der STG wurde ab 1920 die Fachzeitschrift „Werft, Reederei“, die vom Mitglied Foerster herausgegeben wurde. Sie wurde später in „Werft, Reederei, Hafen“ umbenannt.

### Technisch-wissenschaftlicher Beirat und Fachausschüsse
Ab 1921 wurden auch Preisaufgaben an die Fachmitglieder der Gesellschaft gestellt. Ebenfalls 1921 wurde ein Fachausschuss eingesetzt mit den Aufgaben, „Herbeischaffung möglichst erstrebenswerter Vorträge“ und „Richtlinien für die Abhaltung von Vorträgen“ zu erstellen. Um auf den Versammlungen aufgrund neuer Arbeitsgebiete mehr Vorträge anzubieten, wurde die Dauer der Vorträge auf maximal 45 Minuten reduziert. Sie wurden in der Folgezeit auf 10 bis 16 Vorträge erhöht. Auch die Zahl der Tagungsteilnehmer erhöhte sich und in den 1930er-Jahren lag die Teilnehmerzahl zur Hauptversammlung um 800 bis 1100 Personen. 1936, 1937 und 1938 wurden sogar Parallelveranstaltungen in der Aula und einem Hörsaal der Technischen Hochschule Charlottenburg durchgeführt. Die Veith-Stiftung wurde reaktiviert und das bisherige Organ wurde durch die Zeitschrift „Schiffbau – Schiffahrt – Hafen“ ersetzt.
Die technische Entwicklung in der Schiffstechnik führte zu weiteren Spezialisierungen und neuen Arbeitsgebieten. Neben neuen Erkenntnissen zum Schiffswiderstand, der Propulsion und der Schweißtechnik sind es besonders die E-Technik, die Antriebs- und Hilfsmaschinen, die von den Werften nicht mehr allein bewältigt werden können. Die Großwerften, die unter ihrem Dach sogar die Antriebsturbinen und riesigen Dieselmotoren bauten, zogen sich schrittweise auf ihre Kernkompetenzen zurück. Es bildet sich eine stärkere Arbeitsteilung heraus, die in eine besondere Schiffbauzulieferindustrie mündet. Dies fand seine Fortsetzung auch in der STG, eine stärkere Kommunikation erfolgte nach der Einführung von „Sprechabenden“ außerdem wurden sechs neue Fachausschüsse gegründet wie:
- 1932: Schiffsfestigkeit, Flussschiffbau und Yachten
- 1933: Widerstand und Vortrieb, Stabilität und Schwingungsforschung, Schiffsmaschinenwesen
- 1935: Geschichte des Deutschen Schiffbaus

Heute hat die STG 18 Fachausschüsse, in denen die technisch-wissenschaftliche Arbeiten für die Gesellschaft durchgeführt werden.

### STG in der Zeit des Nationalsozialismus

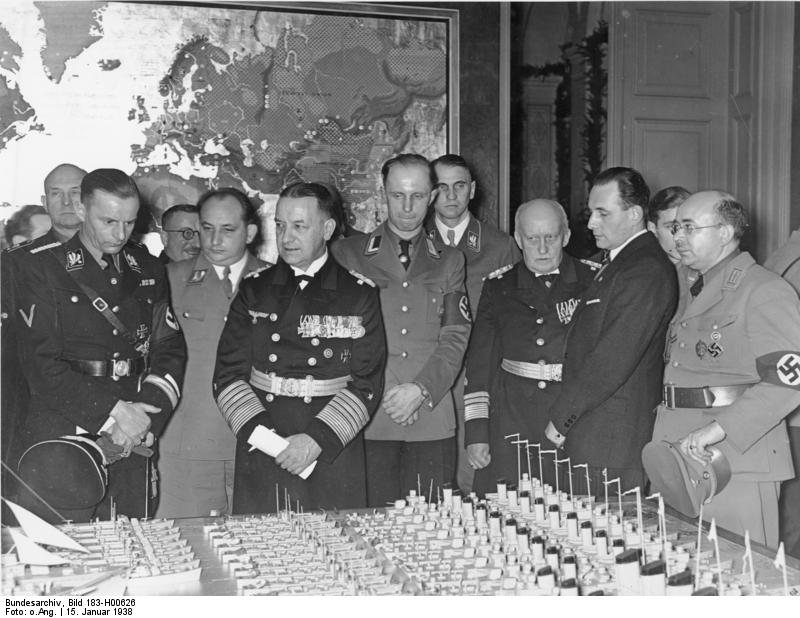
Erich Raeder, Oberbefehlshaber der Kriegsmarine, übernahm ab 1938 die Schirmherrschaft

Im Dritten Reich wurden viele Änderungen der Satzung erzwungen, um die Gleichschaltung voranzutreiben; – zum Teil passte sich die Gesellschaft in vorauseilendem Gehorsam auch selbst an. Die Selbstständigkeit der STG wurde reduziert und der Staat, die Wehrmacht und die NSDAP drängten sich auch während der Tagungen immer stärker in den Vordergrund. Der Schirmherr Kaiser Wilhelm II. konnte die STG nicht mehr schützen und 1938 übernahm der Oberbefehlshaber der Kriegsmarine, Generaladmiral Raeder die Schirmherrschaft. Im Krieg wurden größeren Tagungen vermieden, die für den November geplante 41. Hauptversammlung wurde im Frühjahr 1941 als verkürzte Arbeitstagung durchgeführt. 1942 traf man sich im April in Hamburg und 1943 wurden in Berlin im Rahmen der letzten Hauptversammlung nur noch vier Vorträge gehalten. Statt der Sommertagungen wurden Sprechabende in den Küstenstädten durchgeführt, insgesamt 16.
Die Geschäftsstelle der STG in der Neuenburger Straße 8 in Berlin-Kreuzberg wurde im Sommer 1944 durch Luftangriff vollständig zerstört, alle Geschäftsunterlagen, Bibliothek sowie Archiv wurden vernichtet und die STG stellte ihre Tätigkeit ein.

### Neugründung in Berlin und Hamburg

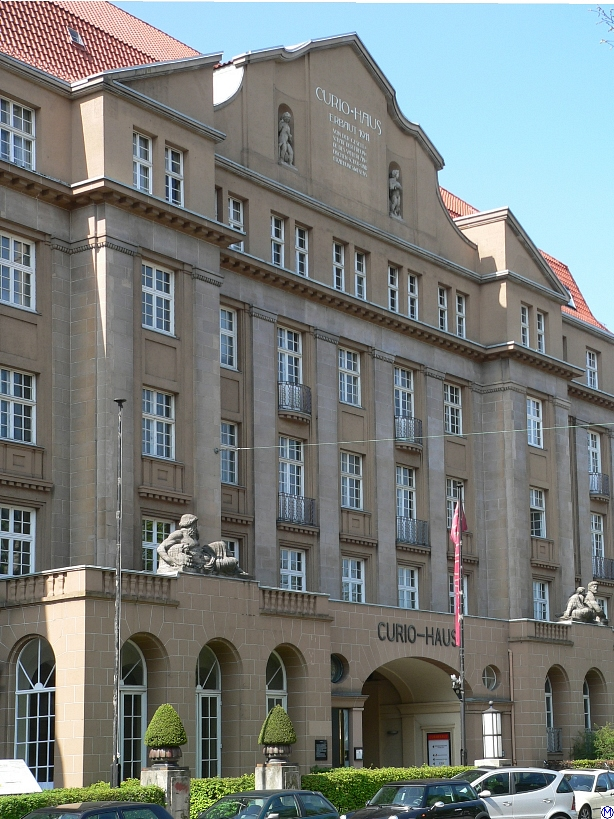
Das Curiohaus in Hamburg

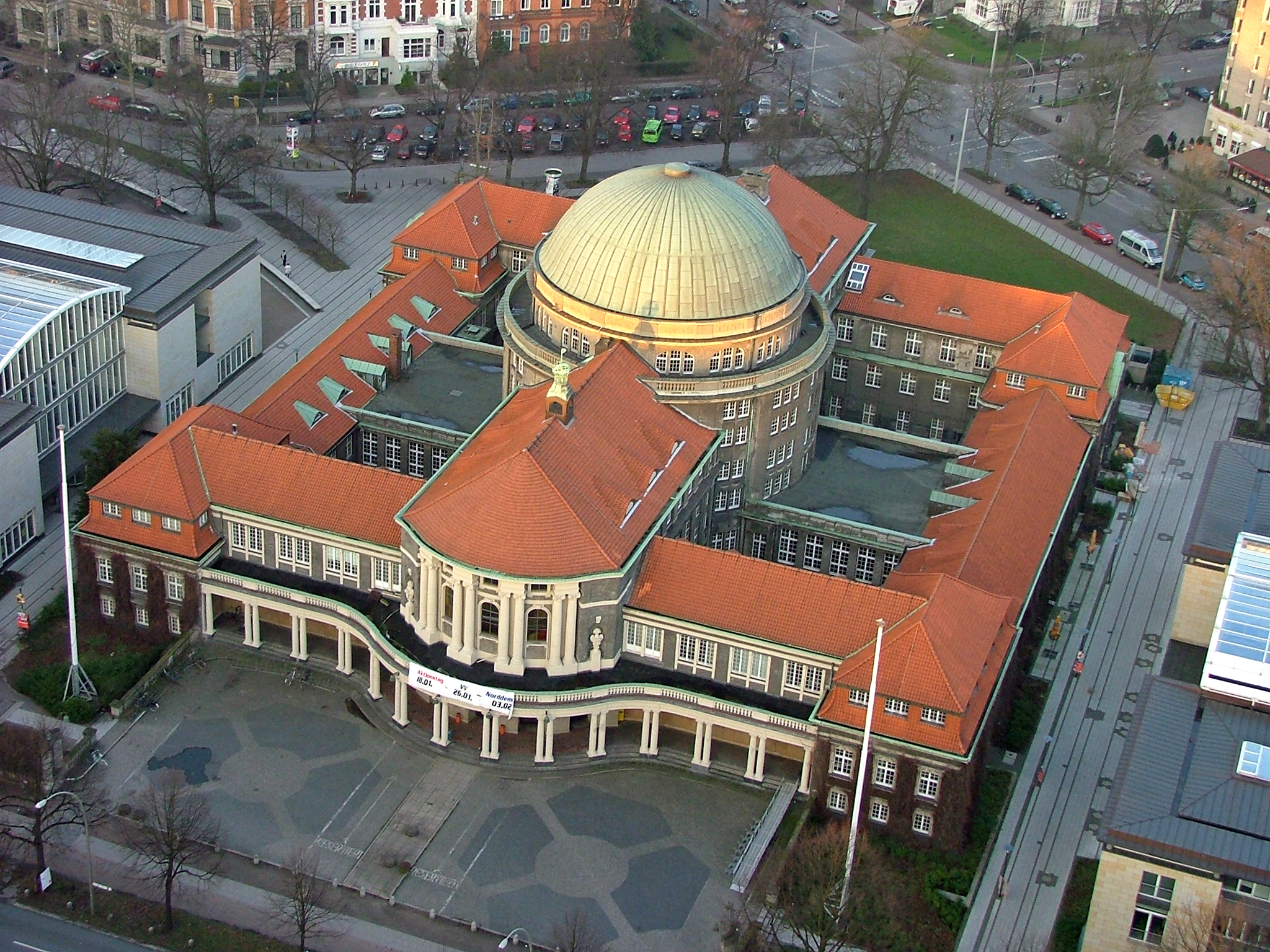
Das Hauptgebäude der Universität Hamburg

Da die STG nach Kriegsende mit einem Arbeitsverbot belegt wurden, bildeten die Professoren Horn und Schnadel in Berlin einen Notvorstand. Von fünf Berliner Professoren wurde am 2. Februar 1950 die Wiederzulassung der STG mit der Satzung von vor 1933 beim Berliner Magistrat beantragt. Horn erhielt am 28. März eine positive Nachricht, jedoch entschloss sich der letzte Vorsitzende der STG, Schnadel, nach Rücksprache mit zahlreichen Mitgliedern die Geschäftsstelle in Hamburg zu eröffnen. 1950 erfolgte die konstituierende Sitzung im Curiohaus, dazu hatten sich rund 450 Mitglieder angemeldet.
Es wurde ein neuer Vorstand gewählt und die Zeitschrift „Schiff&Hafen“ wurde das neue Organ der STG. Während der 45. Hauptversammlung vom 22.–24. November wurde auch das 50. Bestehen der STG am 23. Mai 1949 gewürdigt. Die Teilnehmer wurden von Hamburgs Erstem Bürgermeister, Max Brauer, im Großen Saal des Hamburger Rathauses begrüßt. Der Neubeginn war wie in allen anderen Bereichen schwierig, der Schiffbau lag am Boden und die Beschränkungen der Alliierten behinderten den Bau von neuen modernen Schiffen. Die Tagungen wurden statt in Berlin in Hamburg durchgeführt, im Curiohaus eröffnet und die folgenden Fachvorträge wurden anfangs in den Räumen der Universität Hamburg gehalten, später in der Musikhalle. Die Festabende fanden im Atlantic Hotel an der Alster statt.
1955 hatte sich die Zahl der Fachausschüsse auf 11 erhöht bis 1975 werden sie sich auf 14 erhöhen. Der überraschend schnelle Aufbau der Wirtschaft und Industrie wurde später als „Deutsches Wirtschaftswunder“ bezeichnet. 1958 wurde der „Wissenschaftliche Beirat“ gegründet. In diesem Jahr fand eine Frühjahrstagung vom 6. bis 7. März aus Anlass des 80. Geburtstag der Latte in Berlin statt. Die Vortragsveranstaltungen wurden in der Technischen Universität Berlin durchgeführt und der von der Latte veranstaltete Festabend wurde im großen Saal des Studentenhauses gefeiert. Ab 1960 fanden die Hauptversammlungen auch wieder in Berlin statt, inzwischen hatte die STG 1820 persönliche und 325 kooperative Mitglieder. Der Mauerbau 1962 erschwerte die Bedingungen der STG, da die persönlichen und kooperativen Mitglieder in der DDR keine Möglichkeiten hatten, an den Tagungen und Sitzungen teilzunehmen. 1970 treten die in der DDR wohnenden Mitglieder aus, die letzten Bindungen werden damit für lange Zeit zerbrochen. 1989 fällt die Mauer und 1991 wird in Rostock eine Sommertagung durchgeführt.

### 75. und 100. Jubiläum der STG

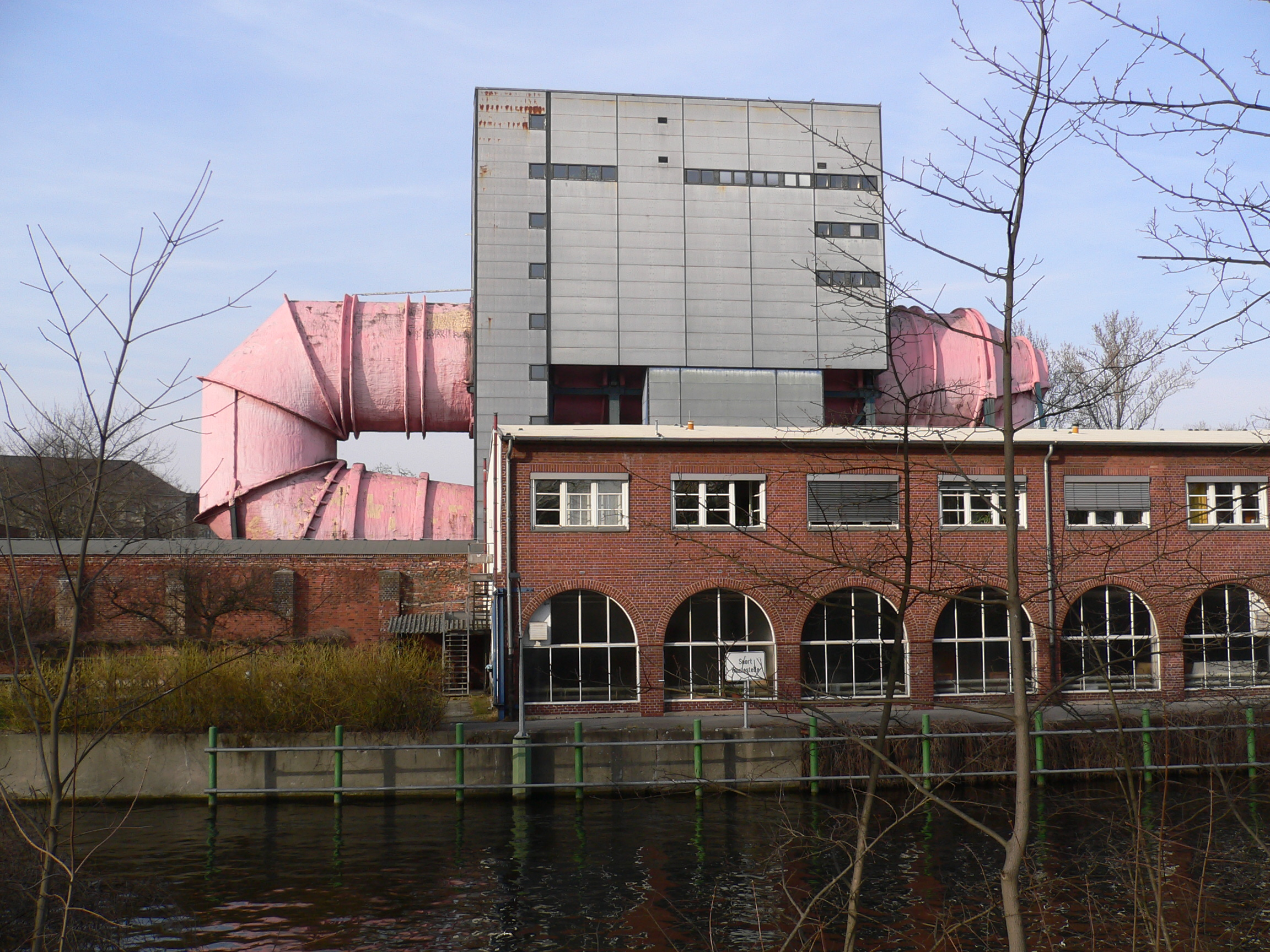
Blick auf die VWS in Berlin

1974 wird zum 75. Jahrestag der STG eine Festschrift herausgegeben, sie dokumentiert die technische Geschichte des Schiff- und Schiffsmaschinenbaues und Auswirkungen auf die Schifffahrt dieser Zeitspanne. Darin wird deutlich, dass die Wissenschaft der Praxis oft vorausgeeilt ist, da die verfügbaren Werkstoffe und Materialien den Anforderungen oft nicht genügten. Andererseits wird gezeigt, dass wissenschaftliche Theorien komplexer Vorgänge erst später entschlüsselt wurden. Somit haben die Versuchsanstalten im Schiffbau ihre ursprüngliche Bedeutung behalten.
Am 25. Mai 1999 wurde das hundertjährige Jubiläum in Berlin mit einer Festveranstaltung im Konzertsaal in der Hochschule für Künste begangen. Der Regierende Bürgermeister von Berlin, Eberhard Diepgen, sprach als Vertreter der Politik und Hans-Jürgen Evers, der Präsident der Technischen Universität Berlin sprach als Vertreter der Technischen Wissenschaften ein Grußwort zu den Tagungsteilnehmern.
Vom STG Fachausschuss für „Geschichte des Schiffbaus“ wurde eine aufwendig gestaltete Ausstellung mit Schiffsmodellen, Schiffsmaschinen und vielen Fotos dieser gesamten Epoche vorbereitet. Sie wurde in der Versuchsanstalt für Wasserbau und Schifffahrt (VWS) im Tiergarten neben der TU Berlin präsentiert, war vom Mai bis Juli geöffnet und wurde in einem Katalog dokumentiert.

## Stiftungen

### Veith-Berghoff-Stiftung
Die gute finanzielle Lage erlaubte die Einrichtung einer Fachbibliothek und die Anlage eines Stipendienfonds von 200.000 Mark. Von den Zinsen wurden Studenten unterstützt, die ab 1917 auch von der Veith-Stiftung Hilfe erhielten. Diese Stiftung von anfangs 217.000 Mark wurde vom Marine-Baurat Rudolf Veith (1846–1917) eingerichtet. Denn zum 70. Geburtstag erhielt er in Anbetracht seiner Verdienste von Firmen des deutschen Schiffbaus und Schiffsmaschinenbaus insgesamt 300.000 Mark, die er in 5 % Reichsanleihen anlegte und mit Genehmigung des Reichs-Marineamtes zu einer „Veith-Stiftung“ bestimmte. Er übergab sie 1917 der STG zur Verwaltung, um bedürftigen Studierenden des Schiffbaus und des Schiffsmaschinenbaus jährliche Unterstützungen zu zahlen. Das Vermögen betrug am 1. Oktober 1923 340.000 Mark und entsprach aufgrund der Inflation rund 1.700 Goldmark. Von Marinebaurat Otto Berghoff wurden 1917 Kriegsanleihen im Wert von 50.000 Papiermark in eine Berghoff-Stiftung eingebracht, ebenso zur Unterstützung von Studenten. 1923 waren es nur noch 250 Goldmark. Daher war das Vermögen der beiden Stiftungen wie so viele andere dieser Zeit stark entwertet. Sie wurde 1933 mit der 1918 von dem Marinebaurat Otto Berghoff ins Leben gerufenen Stiftung zusammengelegt. Spätere Zustiftungen an die Veith-Berghoff-Stiftung erfolgten später von vier STG-Mitgliedern:
- Cai Boie (1988)
- Tewes Wischmann (1996)
- Eckart Pleß (1996)
- Reinhard Mau (2007)

Die Veith-Berghoff-Stiftung dient ausschließlich der Förderung des wissenschaftlichen Nachwuchses der Schiffs- und Meerestechnik und gewährt dazu Stipendien und Beihilfen für Studierende der Schiffs- und Meerestechnik an Universitäten und Fachhochschulen.

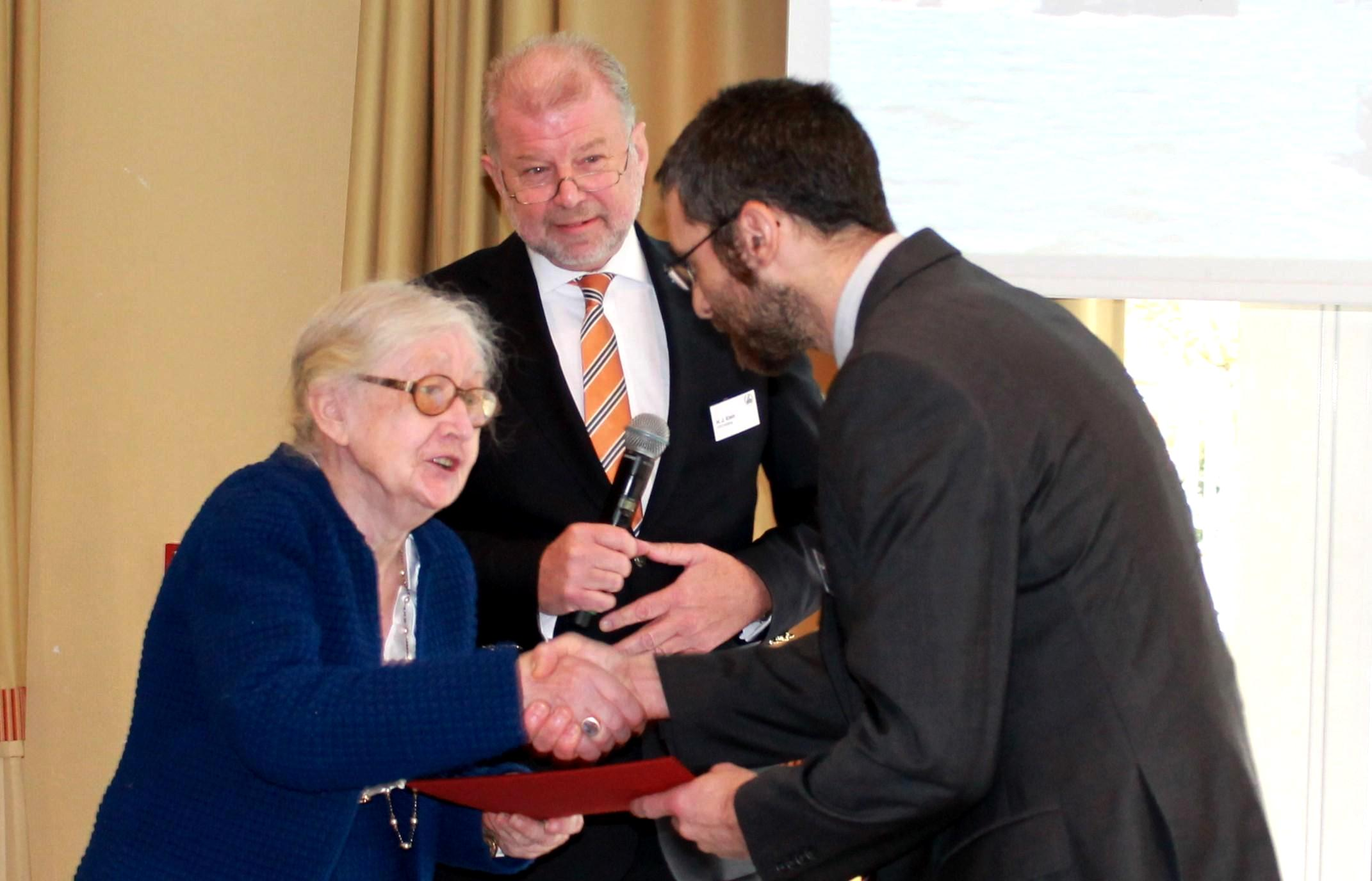
Gertrud Bartsch überreicht den Preis an Jan Oberhagemann, Preisträger 2017

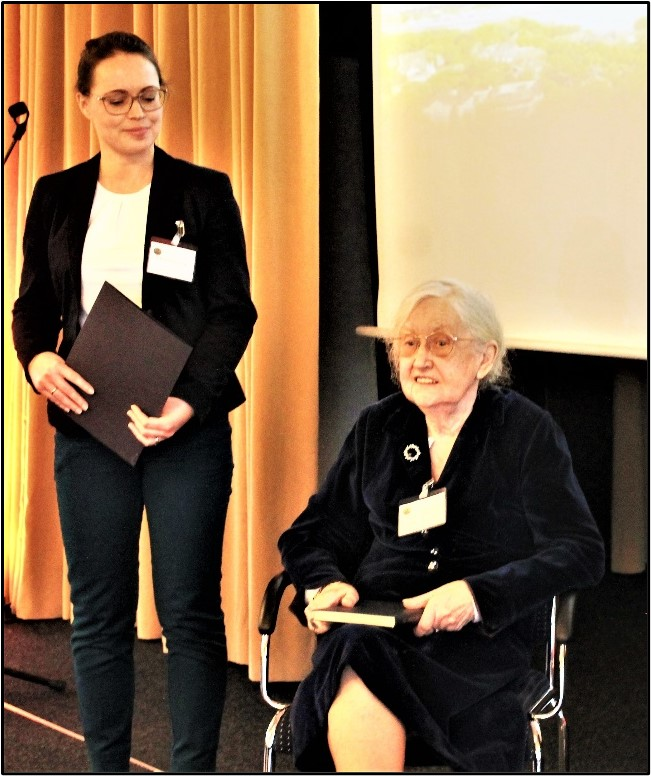
Gertrud Bartsch und Charlott König, die Preisträgerin 2021

### Curt Bartsch-Stiftung
Die rechtsfähige Curt-Bartsch-Stiftung wurde 2003 als gemeinnützige Stiftung zur Förderung der Wissenschaft auf dem Gebiet des Schiffbaus gegründet. Curt Bartsch (1896–1979) arbeitete bis zum Zweiten Weltkrieg als Schiffbauingenieur bei der Vulkanwerft in Hamburg, bei den Lübecker Flender Werken, der Bremerhavener Joh. C. Tecklenborg-Werft, den Deutschen Werken Kiel und außerdem auf holländischen und finnischen Werften.
1938 erhielt Curt Bartsch die große Ehrennadel von den Deutschen Werken Kiel.
1950 begann er wieder bei den Lübecker Flender Werken, und zu seinen frühen Arbeiten zählte die Konstruktion der ersten deutschen Motorkühlschiffe nach dem Krieg. Später wurde er Leiter der Kalkulationsabteilung, trat 1964 in den Ruhestand und verstarb 1979.
Aus seinem Nachlass gründeten seine Kinder Gertrud und Curt-Wilhelm Bartsch die Curt Bartsch-Stiftung und unterstützen leistungsbereite Studierende der Schiffstechnik. Jährlich wird ein junger Schiffstechniker mit dem Curt-Bartsch-Preis für hervorragende Leistungen ausgezeichnet. Der Preis wird seit 2010 jährlich von Gertrud Bartsch auf der Hauptversammlung der STG überreicht.
- Dag Feder, DLR/ Institut für Maritime Energiesysteme; Curt-Bartsch-Preisträger 2023
- Moritz Braun, Technische Universität Hamburg; Curt-Bartsch-Preisträger 2022
- Charlott König, Blohm+Voss B.V.& Co. KG, Hamburg; Curt-Bartsch-Preisträgerin 2021
- Robinson Peric, Technische Universität Hamburg, Curt-Bartsch-Preisträger 2020
- Stephan Berger, Technische Universität Hamburg, Curt-Bartsch-Preisträger 2019
- Jens Neugebauer, Universität Duisburg-Essen, Curt-Bartsch-Preisträger 2018
- Jan Oberhagemann, Universität Duisburg-Essen, Curt-Bartsch-Preisträger 2017
- Bjarne Gerlach, Technische Universität Hamburg-Harburg, Curt-Bartsch-Preisträger 2016
- Marco Klein, Technische Universität Berlin, Curt-Bartsch-Preisträger 2015
- Katja Wöckner-Kluwe, Flensburger Schiffbau-Gesellschaft mbH & Co. KG, Flensburg; Curt-Bartsch-Preisträgerin 2014
- Sascha Kosleck, Curt-Bartsch Preisträger 2013
- Sonja Zacke, Curt-Bartsch Preisträgerin 2013
- Lars Arne Wagner, Curt-Bartsch-Preisträger 2012
- Friedrich Wirz, MAN Diesel & Turbo SE, Augsburg, Curt-Bartsch-Preisträger 2011
- Florian Biehl, Curt-Bartsch-Preisträger 2010

### Weinblum-Stiftung
Die rechtsfähige Georg-Weinblum-Stiftung wurde 1986 aus dem Nachlass und zum Gedächtnis an den international hoch angesehenen Gründer des Instituts für Schiffbau der Universität Hamburg (heute: Schiffstechnische Institute der Technischen Universität Hamburg) Georg Weinblum (1897–1974) gegründet. Die Weinblum-Stiftung veranstaltet jährlich die Georg-Weinblum-Gedächtnisvorlesung in Hamburg oder Berlin sowie in den USA. Im Rahmen der Hauptversammlung der STG wird die Vorlesung von einem international renommierten Hydrodynamikexperten gehalten.
Die Weinblum-Stiftung vergibt und überreicht jährlich bei der Hauptversammlung der STG den Georg-Weinblum-Preis für die beste an einer deutschen Hochschule entstandene wissenschaftliche Arbeit eines jungen Schiffstechnikers.

## Gründung von deutschen Reedereien und Werften

### Gründung von deutschen Reedereien von 1878 bis 1910
| - 1878 C. Mackprang jr., Hamburg - 1880 Oldenburg-Portugiesische Dampfschiffs-Rhederei, Oldenburg - 1881 Deutsche Dampfschiffahrts-Gesellschaft „Hansa“, Bremen - 1881 Reederei H. Fölsch & Co., Hamburg - 1881 A. Zedler, Lübeck - 1882 Flensburg Stettiner Dampfer Linie Otto Weide, Flensburg - 1883 H. W. Christopher Sen. Flensburg - 1883 Schulte & Bruns, Emden - 1884 W. Schuchmann, Bremerhaven | - 1885 Afrikanische Dampfschiffs-Actiengesellschaft Woermann-Linie, Hamburg - 1885 Aug. Cords, Bremen - 1886 H. Vogemann, Hamburg - 1888 Hafen-Dampfschiffahrt AG, Hamburg - 1889 Aktien-Gesellschaft „Ems“, Emden - 1889 Bugsier-, Reederei- und Bergungs-Aktiengesellschaft, Hamburg - 1889 Deutsche Levante-Linie, Hamburg - 1890 Deutsche Ost-Afrika Linie, Hamburg | - 1890 Koehn & Bohlmann, Reederei Kommanditgesellschaft, Hamburg - 1890 Otto A. Müller, Hamburg - 1890 Unterweser Reederei GmbH, Bremen - 1892 Heinrich Schmidt Reederei, Flensburg - 1893 Ernst Russ, Hamburg - 1896 Rhederei Actien-Gesellschaft von 1896, Hamburg - 1896 Argo Reederei, Richard Adler & Söhne, Bremen - 1897 Westfälische Transport-Aktien-Gesellschaft, Dortmund - 1898 Reederei Aktien-Gesellschaft „Alster“, Hamburg - 1899 Ippen-Linie Reederei KG, Hamburg | - 1899 Poseidon Schiffahrt GmbH, Hamburg - 1899 H. P. Vith, Flensburg - 1902 Blumenfeld & Co. Reederei, Hamburg - 1903 Carsten Rehder, Hamburg-Altona - 1903 Leonhardt & Blumberg, Hamburg - 1905 Fairplay Schleppdampfschiffs-Reederei Richard Borchard GmbH, Hamburg - 1905 „Midgard“ Deutsche Seeverkehrs-Aktiengesellschaft, Nordenham - 1906 Hedwigshütte Kohlen- und Kokswerke -Aktiengesellschaft, Hamburg - 1910 Carl Christian Krabbenhöft Reederei, Hamburg |  |

### Gründung von deutschen Werften  von 1878 bis 1910
| - 1879 Friedrich Rasche, Uffeln - 1882 Theodor Buschmann, Hamburg - 1882 Oberweser-Dampfschiffahrt GmbH, Hameln - 1883 Gebr. Schlömer, Oldersum - 1885 J. G. Hitzler, Lauenburg - 1886 Schiffswerft Gustavsburg GmbH, Mainz-Gustavsburg - 1888 Lanke-Werft, Berlin - 1889 Ernst Menzer, Hamburg - 1890 Julius Grube, Hamburg - 1892 Gebr. Luwen, Duisburg | - 1892 Christof Ruthof GmbH, Regensburg - 1894 Yachtwerft Kriegermann GmbH, Berlin - 1895 Staatswerft Rendsburg-Saatsee, Rendsburg - 1897 August Pahl, Hamburg - 1898 Meidericher Schiffswerft vorm. Thomas & Co. GmbH, Duisburg - 1898 Schlichting-Werft, Schlichting & Co., Lübeck-Travemünde - 1900 Wilhelm Fleischhauer, Zons - 1900 Pohl & Jozwiak, Hamburg - 1901 J. Braun KG, Speyer - 1902 Atlas-Werke Aktiengesellschaft, Bremen | - 1903 Arminiuswerft GmbH, Bodenwerder - 1903 Ernst Hatecke, Dornbusch - 1903 Arthur Poew, Hamburg - 1903 Rheinstahl Nordseewerke GmbH, Emden - 1903 Schiffbau-Gesellschaft Unterweser Aktiengesellschaft, Bremerhaven - 1904 Böttcher & Gröning, Hamburg - 1905 Werft Nobiskrug GmbH, Rendsburg - 1906 Büsching & Rosemeyer, Uffeln und Minden - 1906 Norderwerft Köser u. Meyer, Hamburg - 1906 Schiffswerft Neckermann & Hofmann, Würzburg |  |

## Literatur

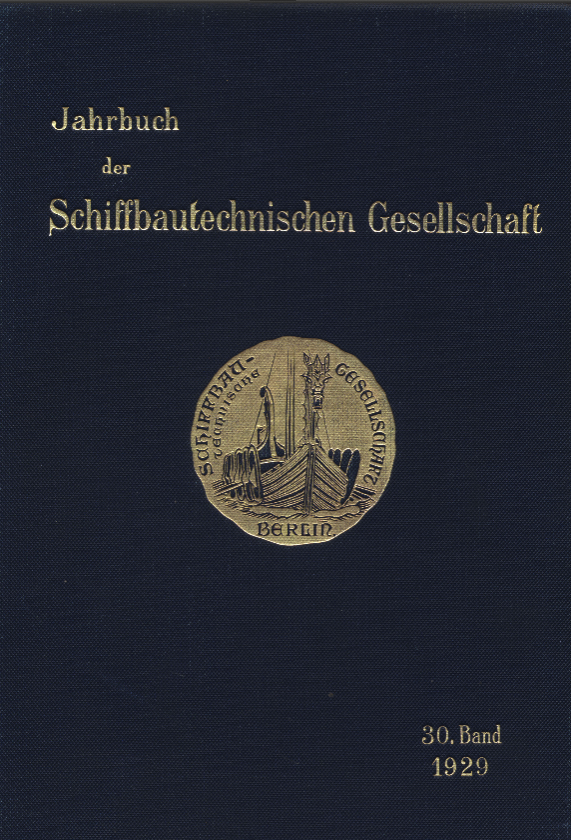
Einbandseite Jahrbuch der Schiffbautechnischen Gesellschaft 1929